# Бекли, Джон Джеймс
Джон Джеймс Бекли (англ. John James Beckley; 1757—1807) — американский библиотекарь, государственный и политический деятель.
Первый библиотекарь Конгресса США в период с 29 января 1802 года по 8 апреля 1807 года.

## Биография
Родился 4 августа 1757 года в Лондоне.
Родители отправили сына в возрасте одиннадцати лет в колонию Вирдгиния в качестве наемного работника торговой фирмы John Norton & Son в ответ на просьбу Джона Клейтона (John Clayton, 1694—1773) — сотрудника этой компании. Бекли прибыл в Виргинию незадолго до своего 12-летия. Клейтон взял под опеку юношу и следил за его образованием, благодаря чему Джон познакомился со многими влиятельными членами колонии. После смерти Клейтона в декабре 1773 года, Джон Бекли предпочел остаться в Виргжинии, чем вернуться в Лондон.
Несмотря на то, что Бекли никогда не учился в колледже Вильгельма и Марии, и когда уставом колледжа было разрешено участвовать в его обществе Phi Beta Kappa тем, кто не являлся учащимся колледжа, Джон Бекли в апреле 1779 года стал членом этого общества (братства). Так началась его политическая карьера.
В июне 1782 года он участвовал в первых выборах в городе Ричмонд, штат Виргиния, и стал одним из двенадцати избранных членов городского совета. Уже в 1783 году он был избран мэром Ричмонда, и в этой должности находился дважды в 1783—1784 и 1788—1789 годах. Джон Бекли стал масоном и в 1785 году участвовал в сборе средств, на которые был построен Мейсон-холл в Ричмонде.
Четвёртый президент США Джеймс Мэдисон способствовал, чтобы Джон Бекли стал членом (клерком) Палаты представителей США (Clerk of the United States House of Representatives) в 1789 году. Одновременно Бекли начал работать в библиотеке Конгресса США, и когда 26 января 1802 года была учреждена официальная должность библиотекаря Конгресса, президент Томас Джефферсон попросил своего друга и политического союзника Джона Бекли, который также являлся секретарем в палате представителей, занять этот пост. Бекли одновременно занимал обе должности до своей смерти в 1807 году.
Умер 8 апреля 1807 года в Вашингтоне.
Джон Бекли был женат на Марии Принц (Maria Prince). Их сын, Альфред Бекли основал город Бекли, ныне это штат Западная Виргиния, и назвал его так в честь своего отца.